# Vlastimil Babula

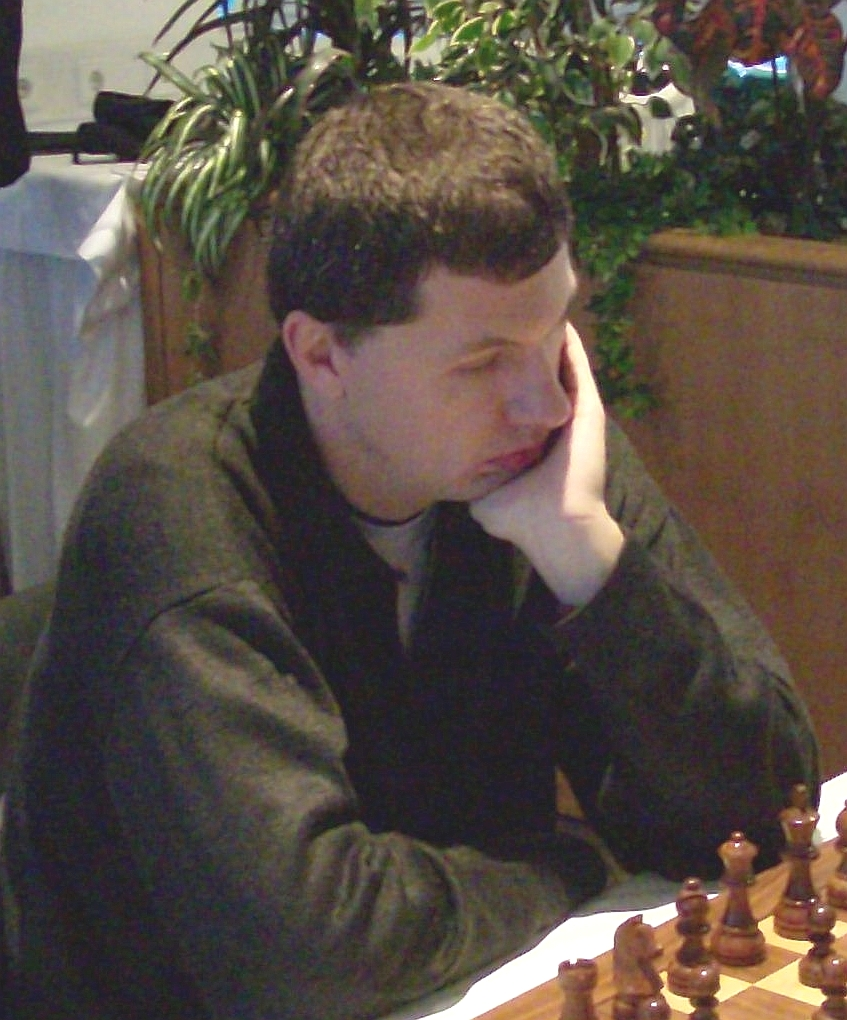
Vlastimil Babula (2007)

Vlastimil Babula (Uherský Brod, 2 oktober 1973) is een Tsjechische schaker die vroeger voor Tsjechoslowakije uitkwam. Hij is sinds 1997 een grootmeester (GM). In 1993 was hij kampioen van Tsjechië en tweede op het Wereldkampioenschap Schaken voor Jeugd.

## Schaakcarrière
In 1998 eindigde Babula gedeeld 1e–4e met Liviu Dieter Nisipeanu, Bartłomiej Macieja en Zoltan Almasi op het zonetoernooi in Krynica en kwalificeerde hij zich voor het FIDE wereldkampioenschap in 1999 waar hij in de eerste ronde werd uitgeschakeld door Tal Shaked.
In februari 2005 speelde Vlastimil Babula mee in het toernooi om het kampioenschap van Tsjechië dat met 8 pt. uit 11 ronden gewonnen werd door David Navara. De tweede plaats was voor Jiří Štoček eveneens met 8 pt. (hij verloor de play-offs) en Vlastimil eindigde met 7,5 pt. op de derde plaats. 
In 2007 was hij gedeeld winnaar, met Viktor Láznička, van het open Tsjechisch kampioenschap.
In 2011 nam hij deel aan de Wereldbeker schaken, waar hij in de eerste ronde werd uitgeschakeld door Zahar Efimenko.
Babula speelde met het Tsjechische team in de Schaakolympiades van 1994, 1996, 1998, 2000, 2002, 2004, 2006, 2008, 2010 en 2012.